# HD 36678
HD 36678 är en ensam stjärna belägen i den norra delen av stjärnbilden Kusken. Den har en skenbar magnitud av ca 5,83 och är svagt synlig för blotta ögat där ljusföroreningar ej förekommer. Baserat på parallax enligt Gaia Data Release 2 på ca 3,9 mas, beräknas den befinna sig på ett avstånd på ca 840 ljusår (ca 256 parsek) från solen. Den rör sig bort från solen med en heliocentrisk radialhastighet på ca 1 km/s.

## Egenskaper
HD 36678 är en röd till orange jättestjärna av spektralklass M0 III, som för närvarande befinner sig på den asymptotiska jättegrenen i HR-diagrammet. Den har en massa som är ca 1,4 solmassor, en radie som är ca 63 solradier och har ca 875 gånger solens utstrålning av energi från dess fotosfär vid en effektiv temperatur av ca 3 950 K.
Luminositeten hos HD 36678 misstänks vara varierande. Hipparcos-fotometri visade maximal och minsta skenbar magnitud på 5,806 respektive 5,855, i Hipparcos fotometriska våglängdsband, men ingen period kunde fastställas, variabiliteten har inte bekräftats och stjärnan är inte formellt listad som en variabel stjärna.